# Basilique Saint-Dominique de Barletta
Pour les articles homonymes, voir Basilique San Domenico.
La basilique Saint-Dominique (en italien : Basilica di San Domenico) est une basilique mineure de Barletta, dans la région des Pouilles, en Italie méridionale.

## Histoire
L'histoire de la basilique a été très troublée. En 1238, les dominicains s'y sont installés puis, en 1528, elle a été rasée par les Français. Vers le milieu du XVIe siècle, elle a été reconstruite avec un monastère qui a joué un rôle important pour la ville de Barletta : en plus de l'aide aux nécessiteux, il a accueilli la Galerie d'Art De Nitti (it), avant qu'elle ne soit transférée d'abord au château de Barletta, puis enfin au palazzo della Mara (it).
À l'emplacement de l'actuelle basilique se trouvait également l'ancienne église Sainte-Marie-Madeleine construite par les templiers en 1160 et qui était le chef-lieu de cet ordre militaire dans les Pouilles au XIIIe siècle.

## Architecture
La façade possède une seule entrée avec un portail. L'intérieur est divisé en trois nefs dont les charpentes sont en bois. Spacieuse et lumineuse, la basilique est faite d'arches linéaires conduisant à l'autel de marbre élevé en 1701 par un don de Luigi Della Marra, où se trouve une peinture composée de cinq panneaux représentant la gloire de San Domenico.
D'autres peintures complètent le décor de l'église : la prédication de San Vincenzo Ferrer di Bonito et Notre-Dame du Rosaire avec saint Dominique.
Sa construction est faite de briques.

## Source
- (it) Cet article est partiellement ou en totalité issu de l’article de Wikipédia en italien intitulé « Basilica di San Domenico (Barletta) » (voir la liste des auteurs).